# Gyunagyar
Gyunagyar är en ort i Azerbajdzjan.   Den ligger i distriktet Lənkəran Rayonu, i den sydöstra delen av landet, 210 km sydväst om huvudstaden Baku. Gyunagyar ligger 313 meter över havet och antalet invånare är 845.
Terrängen runt Gyunagyar är lite bergig. Runt Gyunagyar är det ganska tätbefolkat, med 60 invånare per kvadratkilometer.. Närmaste större samhälle är Osakyudzha, 8,5 km öster om Gyunagyar. 
I omgivningarna runt Gyunagyar växer i huvudsak blandskog.